# フランプトン・カムズ・アライヴII
『フランプトン・カムズ・アライヴII』（Frampton Comes Alive II）は、イングランドのロック・ミュージシャン、ピーター・フランプトンが1995年に発表したライブ・アルバム。

## 解説
1976年発表の大ヒット・アルバム『フランプトン・カムズ・アライヴ!』の続編に当たり、選曲に関しては、同アルバム以降に発表された曲で固められている。ただし、実際のコンサートでは過去の曲も演奏されており、1995年6月15日の公演を収録した映像版には「Lines on My Face」、「Show Me the Way」、「Penny for Your Thoughts」、「Baby, I Love Your Way」、「Do You Feel Like We Do」といった、『フランプトン・カムズ・アライヴ!』と共通の曲も含まれている。
Stephen Thomas Erlewineはオールミュージックにおいて5点満点中3点を付け「オリジナルほど刺激的でも楽しめる内容でもないかもしれないが、特に問題もなく、1976年に想定外のメガ・ヒットを経験した職人肌のミュージシャンが、キャリアにおいて築き上げてきた熟達ぶりを維持できていることが証明されている」と評している。

## 収録曲
14.はインストゥルメンタル。
1. イントロダクション - "Introduction by Jerry Pompili" - 1:13
2. デイ・イン・ザ・サン - "Day in the Sun" (Peter Frampton, Kevin Savigar) - 4:52
3. ライイング - "Lying" (P. Frampton) - 5:06
4. フォー・ナウ - "For Now" (P. Frampton, Pat MacDonald, Steve Seskin) - 6:09
5. モスト・オブ・オール - "Most of All" (P. Frampton, John Regan) - 7:52
6. ユー - "You" (P. Frampton, K. Savigar) - 5:59
7. ウェイティング・フォー・ユア・ラヴ - "Waiting for Your Love" (P. Frampton, K. Savigar) - 7:29
8. アイム・イン・ユー - "I'm in You" (P. Frampton) - 4:52
9. トーク・トゥ・ミー - "Talk to Me" (P. Frampton) - 3:49
10. ハング・オン・トゥ・ア・ドリーム - "Hang On to a Dream" (Tim Hardin) - 3:12
11. キャント・テイク・ザット・アウェイ - "Can't Take That Away" (P. Frampton, Jonathan Cain) - 10:21
12. モア・ウェイズ・ザン・ワン - "More Ways Than One" (P. Frampton, Danny Wilde) - 5:30
13. オールモスト・セッド・グッバイ - "Almost Said Goodbye" (P. Frampton, Mark Hudson, Dennis Greaves) - 4:59
14. オフ・ザ・フック - "Off the Hook" (P. Frampton, K. Savigar) - 3:46

### 限定盤ボーナス・ディスク
1. "Show Me the Way" (P. Frampton) - 5:55
2. "Baby I Love Your Way" (P. Frampton) - 6:36
3. "Lines on My Face" (P. Frampton) - 7:36
4. "Do You Feel Like We Do" (P. Frampton, Mick Gallagher, Rick Wills, John Siomos) - 19:28

## 参加ミュージシャン
- ピーター・フランプトン - ボーカル、ギター、トーキング・モジュレーター
- ボブ・メイヨー - キーボード、ギター、バッキング・ボーカル
- ジョン・リーガン - ベース、バッキング・ボーカル
- ジョン・ロビンソン - ドラムス

アディショナル・ミュージシャン
- ジェイミー・オールデイカー - ドラムス(on #12)